# Heart and Soul (Exile)
Heart and Soul is een nummer van de Amerikaanse band Exile uit 1981, en het titelnummer van hun gelijknamige album. In 1984 scoorden Huey Lewis & the News een hit met een cover van het nummer, als eerste single van hun derde studioalbum Sports.
De originele versie van Exile kwam in de Nederlandse Top 40 tot de dertigste plaats en in een voorloper van de Vlaamse Ultratop 50 tot de twintigste plaats. Huey Lewis & the News hadden met hun versie ook een internationale hit. Het bereikte de 8e positie in de Amerikaanse Billboard Hot 100. Waar het album Sports in het Nederlandse taalgebied geen hitlijsten bereikte, gebeurde dat wel met "Heart and Soul". Toch deed het nummer niet echt veel; in Nederland bereikte het de 2e positie in de Tipparade, terwijl de Vlaamse Radio 2 Top 30 nog net werd gehaald met een 30e positie.